# Mneme (księżyc)
Mneme (Jowisz XL) – mały księżyc Jowisza, odkryty 6 lutego 2003 roku przez grupę astronomów z Uniwersytetu Hawajskiego, kierowaną przez Scotta Shepparda.

## Nazwa
30 marca 2005 roku Międzynarodowa Unia Astronomiczna nadała mu oficjalną nazwę, pochodzącą z mitologii greckiej. Mneme była jedną z trzech muz czczonych w Beocji.

## Charakterystyka fizyczna
Mneme jest jednym z najmniejszych księżyców Jowisza, jego średnicę ocenia się na około 2 km. Średnia gęstość tego ciała to ok. 2,6 g/cm³, składa się ono głównie z krzemianów. Powierzchnia księżyca jest bardzo ciemna – jego albedo wynosi zaledwie 0,04. Z Ziemi można go zaobserwować jako obiekt o jasności wizualnej co najwyżej 23,3 magnitudo.
Mneme obiega Jowisza ruchem wstecznym, czyli w kierunku przeciwnym do obrotu planety wokół własnej osi. Satelita należy do grupy Ananke.